# Dean O'Gorman
Dean Lance O'Gorman (Auckland, 1 de diciembre de 1976) es un actor neozelandés, que alcanzó la fama por interpretar a Iolaus en la serie Young Hercules y a Luke Morgan en la serie australiana Mcleod's Daughters. Su trabajo cinematográfico más importante hasta el momento es el del enano Fíli en la adaptación cinematográfica de El hobbit, de J. R. R. Tolkien.

## Biografía
Es hijo de Lance un pintor de paisajes en Nueva Zelanda y Vicky O'Gorman, su hermano es el comediante y actor Brett O'Gorman. 
Asistió al Rangitoto College. Además de actuar Dean, pinta, escribe y toma fotografías, disfruta haciendo equitación, ciclismo y artes marciales, a la edad de 10 años ya era cinturón negro en karate, también tomó lecciones de esgrima. 
Es muy buen amigo de los actores Chris McDowell, Jared Turner, Ben Barrington y Joel Tobeck.
Dean comenzó a salir con la maquilladora Sarah Wilson, la pareja se comprometió en el 2014 y se casaron el 8 de enero del 2016.
En mayo de 2019 nació su hija Smokie June O'Gorman

## Carrera
Dean ha aparecido en varias series, películas, obras de teatro y comerciales para la televisión. En 1990 apareció en las películas para la televisión The Rogue Stallion y Raider of the South Seas. En 1995 apareció en la película Bonjour Timothy donde interpretó a Timothy Taylor. Por su actuación recibió una nominación en el Festival de Cine de Giffoni y a los New Zealand Film & Television Awards, ambas en la categoría de mejor actor. En 1996 filmó en Fiyi, Return to Treasure Island, también participó en el cortometraje Siren y en la novela Shortland Street donde dio vida a Harry Martin.
En 1998 interpretó a Iloran y a Ruun en la exitosa serie Hercules: The Legendary Journeys y entre 1996 y el 2000 dio vida a Orion y a Wiglaf en la exitosa serie Xena: la princesa guerrera. Por sus interpretaciones en estas series en 1998 se ganó el papel del joven Iolaus, en la película Young Hercules, de nuevo interpretó al joven Iolaus en la serie Young Hercules de 1998 a 1999, junto a los actores Ryan Gosling y Chris Conrad. 
Dean ha aparecido como personaje regular en la serie de aventuras The Legend of William Tell en 1998 y en el drama policiaco Duggan en 1999. Entre algunas de las miniseries y películas para la televisión en las que ha participado se encuentran The Chosen, Money for Jam, Return to Treasure Island en 1996, Doomrunners en 1997, Fearless, donde interpretó a Cliff.  
En 1998 protagonizó el drama When Love Comes, una película seleccionada para el Sundance Film Festival. En 2001 participó en el posmoderno thriller Snakeskin, el cual se estrenó en el Cannes Film Festival. En 2002 participó en la película dirigida por Harry Sinclair, Toy Love. En 2000 apareció en el cortometraje Little Samurái y en 2001 en la película Lawless III: Beyond Justice. 
En 2003 apareció en dos episodios de la famosa serie Farscape, donde interpretó a Zukash uno de los Kalish en Katratzi, quien ayudó a iniciar una revuelta entre los Scarrans, los Kalish y los Charrids para cubrir a la tripulación de Crichton para que pudieran escapar de Katratzi.
En 2004 interpretó al Dr. Gilligan/Andrew en la premiada comedia Serial Killers. De 2004 a 2005 interpretó a Luke Morgan en la exitosa serie australiana Mcleod's Daughters durante las temporadas 4 y 5, Luke era el interés romántico de Jodi Fountain. Mientras vivía en Australia participó en la serie australiana All Saints y en MDA: Medical Defence Australia. 
Trabajando en Los Ángeles apareció en el episodio "No Such Thing as Vampires" de la serie americana Moonlight en 2007, donde interpretó a Daniel, ese mismo año participó en la serie animada Animalia. En 2008 trabajó en la película de terror The Legend of Bloody Mary donde interpretó al Reverendo Whittaker.
Durante 2009 apareció como actor invitado en la serie Go Girls en la que interpretó a Marco en dos episodios junto a Anna Hutchison. Ese mismo año apareció en la serie Legend of the Seeker, en el episodio «Deception», en el que interpretó a Carver Dunn, un soldado que había sido confesado por Kahlan Amnell. En la serie compartió escenas con Bridget Regan y Craig Horner.
En 2011 apareció en la película para la televisión Tangiwai: A Love Story en la que interpretó a Bert Sutcliffe, un jugador de cricket neozelandés. La película trata del gran desastre ferroviario sucedido en 1953 en Tangiwai, en la línea principal de la isla Norte de Nueva Zelanda, en el que murieron 151 personas y más de 285 pasajeros resultaron heridos cuando una corriente de lahar del monte Ruapehu desestabilizó y provocó el colapso de un puente de la línea.
En abril de 2011 el director Peter Jackson anunció a través de su Facebook que interpretaría al enano Fíli en la adaptación cinematográfica de la novela El hobbit. En diciembre de 2012 se estrenó la primera de las tres películas de esta serie, El hobbit: un viaje inesperado, en 2013 la segunda (El hobbit: la desolación de Smaug) y en 2014 la tercera (El hobbit: la batalla de los Cinco Ejércitos).
En octubre del 2016 se anunció que Dean se había unido al remake de Goodbye Pork Pie, Pork Pie.

## Filmografía

### Películas
| Año  | Título                                    | Personaje           | Notas                                                                                   |
| ---- | ----------------------------------------- | ------------------- | --------------------------------------------------------------------------------------- |
| 2017 | Pork Pie                                  | Jon                 |                                                                                         |
| 2015 | Trumbo                                    | Kirk Douglas        |                                                                                         |
| 2014 | The Hobbit: The Battle of the Five Armies | Fíli                | junto a Richard Armitage, Hugo Weaving, Martin Freeman & Orlando Bloom                  |
| 2013 | The Hobbit: The Desolation of Smaug       | Fíli                | junto a Richard Armitage, Hugo Weaving, Martin Freeman & Orlando Bloom                  |
| 2012 | The Hobbit: An Unexpected Journey         | Fíli                | junto a Richard Armitage, Hugo Weaving & Martin Freeman                                 |
| 2011 | Tangiwai: A Love Story                    | Bert Sutcliffe      | junto a Rose McIver, Ryan O'Kane y George Mason                                         |
| 2010 | Nights in the Gardens of Spain            | Chris               | junto a Nathalie Boltt, Calvin Tuteao, Pana Hema Taylor, George Henare & Vicky Haughton |
| 2009 | Sabotage                                  | Bobby "The Rookie"  | -                                                                                       |
| 2008 | The Legend of Bloody Mary                 | Reverendo Whittaker | junto a Caitlin Wachs                                                                   |
| 2004 | Piggy                                     | Confucius           | junto a Paul Barry                                                                      |
| 2002 | Toy Love                                  | Ben                 | junto a Kate Elliott y Rose McIver                                                      |
| 2001 | Snakeskin                                 | Johnny              | junto a Melanie Lynskey                                                                 |
| 2001 | Lawless: Beyond Justice                   | Nat                 | junto a Kevin Smith                                                                     |
| 2000 | Little Samurái                            | -                   | -                                                                                       |
| 1999 | Fearless                                  | Cliff               | junto a Kavan Smith, Zoe Naylor y Kelson Henderson                                      |
| 1998 | When Love Comes                           | Mark                | junto a Sophia Hawthorne, Rena Owen y Simon Westaway                                    |
| 1998 | El Joven Hercules                         | Joven Iolaus        | junto a Ian Bohen, Chris Conrad y Michael Hurst                                         |
| 1998 | The Chosen                                | Andrew Scott        | -                                                                                       |
| 1997 | Doom Runners                              | Deek                | junto a Nathan Jones y Justin Rosniak                                                   |
| 1996 | Siren                                     | Siren               | corto - junto a Craig Hall                                                              |
| 1996 | Return to Treasure Island                 | Jim Hawkins         | junto a Jed Brophy y Simone Kessell                                                     |
| 1995 | Bonjour Timothy                           | Timothy Taylor      | -                                                                                       |
| 1990 | Raider of the South Seas                  | Bobby Morrison      | junto a Martin Henderson, Roy Billing, Andy Anderson y Richard Hanna                    |
| 1990 | The Rogue Stallion                        | Tony Garrett        | junto a Brian Rooney, Michele Fawdon, Rawiri Paratene y Beth Buchanan                   |

### Series de Televisión
| Año             | Título                           | Personaje                  | Notas                                      |
| --------------- | -------------------------------- | -------------------------- | ------------------------------------------ |
| 2016 - presente | Hillary                          | George Lowe                | 6 episodios                                |
| 2016            | Westside                         | Evan Lace                  | 7 episodios                                |
| 2015            | Auckward Love                    | Dan                        | 2 episodios - miniserie                    |
| 2015            | Bean Dip Explains It All         | episodio "DragonCon 2015"  |                                            |
| 2011 - 2013     | The Almighty Johnsons            | Anders Johnson             | 36 episodios                               |
| 2009            | The Cult                         | Liam                       | episodio # 1.10                            |
| 2009            | Go Girls                         | Marco                      | 2 episodios                                |
| 2009            | Legend of the Seeker             | Carver Dunn                | episodio "Deception"                       |
| 2007            | Animalia                         | Tyrannicus Tiger/Herry Hog | 40 episodios                               |
| 2007            | Moonlight                        | Daniel                     | episodio "No Such Thing as Vampires"       |
| 2004 - 2005     | Mcleod's Daughters               | Luke Morgan                | 25 episodios                               |
| 2004            | Serial Killers                   | Doctor Gilligan/Andrew     | 7 episodios -                              |
| 2003            | MDA: Medical Defence Australia   | Peter Jarman               | 2 episodios                                |
| 2003            | Farscape                         | Zukash                     | 2 episodios                                |
| 1996 - 2000     | Xena: la princesa guerrera       | Homer/Orion/Wiglaf         | 2 episodios                                |
| 1999            | Duggan                           | Fergus MacLllwaine         | episodio "Going Overboard"                 |
| 1998 - 1999     | El Joven Hercules                | Iolaus                     | 45 episodios                               |
| 1999            | Big Sky                          | Dean                       | episodio "A Family Affair"                 |
| 1998            | The Legend of William Tell       | Darek                      | episodio "The Tomb of the Unknown Warrior" |
| 1995 - 1998     | Hercules: The Legendary Journeys | Joven Iolaus/ Ruun/Iloran  | 5 episodios                                |
| 1996            | Shortland Street                 | Enfermero Harry Martin     | tv serie                                   |

### Comerciales
| Año  | Comercial                    | Notas                    |
| ---- | ---------------------------- | ------------------------ |
| 2009 | "Stadium" (Coors Light Beer) | apareció en el comercial |
| 2003 | "A Sunday Drive" (Hyundai)   | apareció en el comercial |

### Apariciones
| Año  | Programa                 | Notas                     |
| ---- | ------------------------ | ------------------------- |
| 2015 | Bean Dip Explains It All | episodio "DragonCon 2015" |

### Teatro
| Año  | Obra              | Personaje                     | Director         | Teatro               | Notas                                              |
| ---- | ----------------- | ----------------------------- | ---------------- | -------------------- | -------------------------------------------------- |
| 2011 | Did I Believe It? | Chad Le Window                | Oliver Diver     | Silo Theatre         | -                                                  |
| 2009 | Blood Wedding     | Leonardo                      | Willem Wassenaar | Circa Theatre        | junto a Rachel Forman y Geraldine Brophy           |
| 2009 | Ruben Guthrie     | -                             | Shane Bosher     | Silo Theatre         | junto a Oliver Driver, Peter Elliott y Ellie Smith |
| 2008 | The Eight         | -                             | Cameron Rhodes   | The Basement Theatre | junto a Brett O'Gorman y Michael Hurst             |
| 2008 | The Rabbit        | Tom                           | Oliver Driver    | Silo Theatred        | junto a Claire Chitham y Peter Elliott             |
| 2006 | The Ocean Star    | Ted                           | Roy Ward         | Auckland Theatre     | junto a Adam Gardiner y Greg Johnson               |
| 2003 | Tape              | John                          | Paul Barry       | -                    | junto a Ben Barrack y Anna Lise Phillips           |
| 1999 | TheatreSports     | -                             | -                | -                    | -                                                  |
| 1994 | Winter's Tale     | Florizel, Príncipe de Bohemia | Irene Malone     | -                    | -                                                  |
| -    | Suspect           | -                             | -                | Auckland Theatre     | -                                                  |

Fuente: bravepages.com

## Premios y nominaciones
| Año  | Categoría                              | Premio                           | Serie/Película                | Resultado |
| ---- | -------------------------------------- | -------------------------------- | ----------------------------- | --------- |
| 2010 | Best Performance by a Supporting Actor | Aotearoa Film & Television Award | Nights in the Garden of Spain | Finalista |
| 2005 | Most Popular New Talent - Male         | Logie Award                      | Mcleod's Daughters            | Nominado  |
| 2005 | Best Performance by a Supporting Actor | Screen Award                     | Serial Killers                | Nominado  |
| 1995 | Best Actor                             | Festival de Cine de Giffoni      | Bonjour Timothy               | Nominado  |
| 1995 | Best Actor                             | NZ Film Award                    | Bonjour Timothy               | Nominado  |